# Friends (álbum de Friends)
Friends es el álbum debut homónimo del trío estadounidense del mismo nombre, publicado en octubre de 1973 a través de MGM Records.

## Antecedentes
Aunque Friends es un grupo nuevo y este es su primer disco en MGM, los miembros individuales no son ajenos a la música. Michael Lloyd, Darryl Cotton y Steve Kipner han sido responsables de la venta de varios millones de discos. Michael Lloyd, como productor discográfico, ha tenido quince sencillos y doce álbumes en las listas musicales durante los últimos dos años, incluidos doce discos de oro y un premio Grammy. Canta, toca el piano, órgano, guitarra, bajo y batería. Darryl Cotton fue el cantante principal de Zoot, que fue votado como el mejor grupo de Australia varios años seguidos. Durante los años de reinado de Zoot tuvieron ocho discos entre los diez primeros y monopolizaron las listas musicales en Australia. El primer disco de Steve Kipner llegó hasta el número 1 en Australia y fue seguido de cuatro éxitos más. Steve luego se mudó a Londres y formó Tin Tin, un grupo producido por los Bee Gees. Tin Tin tuvo dos sencillos nacionales que Steve coescribió, titulados «Toast and Marmalade for Tea» e «Is That the Way».

## Promoción

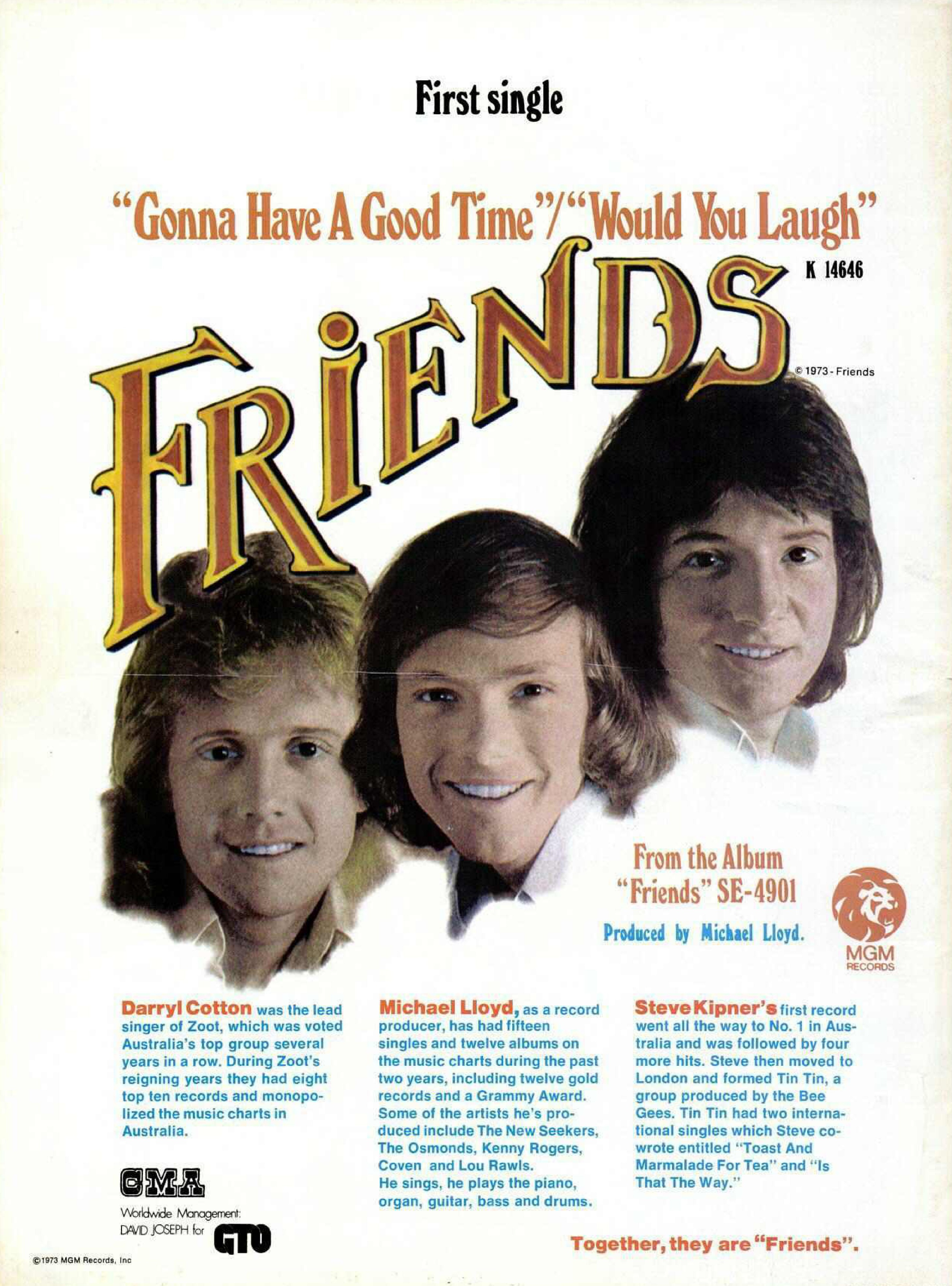
Anuncio comercial de «Gonna Have a Good Time».

«Gonna Have a Good Time» fue publicado en octubre de 1973 como el sencillo principal del álbum. La canción era una versión renovada del éxito «Good Times» de The Easybeats, escrita por George Young y Harry Vanda. Un escritor no especificado de la revista Record Collector describió el sencillo como “una poderosa pieza de pop que debería ganar muchos amigos y fanáticos”, mientras que Billboard la calificó como “una excelente melodía de hard rock acentuada por pausas bruscas con solo tambores respaldando las voces”.

## Recepción de la crítica
Un escritor no especificado de la revista Cash Box escribió: “Las once composiciones del experimentado trío son originales y reflejan una amplia gama de gustos e intereses musicales. Destacado por el potente sencillo «Gonna Have a Good Time», el álbum rebota rápidamente desde las [canciones] roqueras «She Knows» y «Applecart» hasta el cursi sonido gay de los noventa de «Deep River Blues» y las finas baladas «Catch Me, I'm Falling» y «I’ve Known You So Long». Invita a estos amigos y no te arrepentirás.”. Un escritor no especificado de la revista Billboard declaró: “Colectivamente, su mezcla vocal encaja de una manera suave y asertiva”. Un escritor no especificado de la revista Record World comentó: “El productor ganador del premio Grammy, Michael Lloyd, salió de la cabina para unir fuerzas con los creadores de éxitos australianos Steve Kipner y Darryl Cotton y el trío ha creado un poderoso álbum pop lleno de material de listas. Las canciones de trio incluyen una apasionante «Glamour Girl», una encantadora «Would You Laugh» y un éxito roquero «Gonna Have a Good Time». Buena elección pop”.

## Lista de canciones
Todas las canciones escritas y compuestas por Darryl Cotton, Michael Lloyd y Steve Kipner, excepto donde esta anotado. 
| Lado uno |                                     |          |  |
| N.º      | Título                              | Duración |  |
| 1.       | «Glamour Girl»                      | 2:25     |  |
| 2.       | «She Knows»                         | 2:42     |  |
| 3.       | «Would You Laugh»                   | 3:00     |  |
| 4.       | «(Won't You) Reach Out»             | 2:28     |  |
| 5.       | «Applecart» (Peter Beckett, Kipner) | 2:28     |  |

| Lado dos |                                                                             |          |  |
| N.º      | Título                                                                      | Duración |  |
| 1.       | «Gonna Have a Good Time» (Cotton, George Young, Harry Vanda, Lloyd, Kipner) | 2:58     |  |
| 2.       | «Deep River Blues» (Carl Groszmann, Cotton, Lloyd, Kipner)                  | 2:49     |  |
| 3.       | «Catch Me, I'm Falling»                                                     | 2:37     |  |
| 4.       | «I've Known You So Long»                                                    | 2:31     |  |
| 5.       | «Moonshine»                                                                 | 2:30     |  |
| 6.       | «You Are My Music»                                                          | 3:25     |  |